# 湯ノ湖
湯ノ湖（ゆのこ）は、栃木県日光市の西部にある湖。北東にある三岳火山の噴火によってつくられた堰止湖である。標高1,478m。

## 概要
日光白根山からの水に加え、湖畔にある日光湯元温泉からの湯が流れ込んでいる。温泉成分や山からの砂などで水深が浅くなり、湿地化する危機にあったが、1992年から浚渫工事が行われ、危機を乗り越えた。温泉の湯が流れ込んでいるものの、水深が浅いため冬季には全面結氷することもある。
2005年に戦場ヶ原、小田代ヶ原などと共にラムサール条約湿地に登録された。

## 地理
周囲は約3kmで、ハイキングコースも整備されており約1時間で一周できる。
兎島（うさぎじま）は湯ノ湖の唯一の半島で、ウサギの耳に似ていることから名付けられたと言われている。その付け根には兎島湿原がある。
湖の南端の湯滝上（ゆたきうえ）には湯滝があり、戦場ヶ原方面へのハイキングコースの起点となっている。

## 利用
毎年2月頃に海上保安庁の特殊救難隊が、氷結した海面での海難事故を想定した訓練を実施している。

## 交通アクセス
- 日光宇都宮道路 清滝ICより国道120号で約25km、湯滝入口などに駐車場あり。

- 日光駅または東武日光駅より東武バス日光の湯元温泉行で、終点の「湯元温泉」または「湖畔前」あるいは「湯滝入口」の各バス停から徒歩。